# Aker BP
Aker BP ASA är ett norskt börsnoterat oljeföretag, vilket grundades 2016 av Aker, BP och Det norske oljeselskap 2016, baserat på en sammanslagning av verksamheterna inom BP Norge och Det norske oljeselskap. Ägandeandelarna var Aker (40 %), BP (30 %) och andra aktieägare (30 %).
Företaget hade 1.649 anställda 2018 och är noterat på Oslo Børs.
I december 2021 köpte Aker BP olje- och gasverksamheten inom Lundin Energy för aktier i Aker BP. Det blev därmed näst största norska olje- och gasföretag efter Equinor. De största ägarnas andelar blev därmed: Kjell Inge Røkkes Aker 21,2 %, BP med 15,9 % och familjen Lundins Luxemburg-baserade bolag Nemesia S.á.r.l. 14,4 %. Övriga ägares andel blev 48,6 %.